# Southern Rocky Mountains
De Southern Rocky Mountains of Colorado Rockies zijn een geheel van bergketens in de Amerikaanse deelstaten Colorado, New Mexico en Wyoming. Het grootste deel en de hoogste delen van de Southern Rockies liggen in het centrale en westelijke deel van Colorado, ten westen van Denver.

## Ligging en begrenzing
De Southern Rocky Mountains liggen wat afgescheiden van de rest van de Rocky Mountains. Ze worden gescheiden van de rest van de Rocky Mountains in het noorden (de Centrale Rocky Mountains) door de droge, uitgestrekte valleien van centraal Wyoming, zoals de hoogvlakte van South Pass (2259 m). Ten westen en zuidwesten van de Southern Rockies ligt het uitgestrekte Colorado Plateau. Wat verder ten noordwesten van de Southern Rockies liggen de Western Rocky Mountains (op een zekere afstand van mekaar). De loop van de Green River wordt soms gehanteerd als grens tussen de Southern Rockies in het oosten en de Western Rockies. Vaker echter wordt de grens wat oostelijker gelegd zodat Douglas Mountain (waar Dinosaur National Monument ligt) ook nog deel uitmaakt van de Uinta Range (en dus de Westelijke Rockies). Ten oosten van de Colorado Rockies liggen de Great Plains.

## Hydrografie
De Southern Rocky Mountains liggen op de Continental Divide die de stroomgebieden van de Atlantische en Grote Oceaan scheidt. Het westelijke deel van de Colorado Rockies behoort tot het stroomgebied van de Colorado en zijrivieren als de Green River, Gunnison en Dolores; het oostelijk (en noordelijk) deel tot het stroomgebied van de Mississippi via zijriveren als de North Platte, South Platte en Arkansas. Een deel in het zuiden wordt gedraineerd door de Rio Grande.

## Transport
De Colorado Rockies werden historisch vermeden door de emigranten die naar het westen van de Verenigde Staten trokken. De Oregon Trail en California Trail liepen ten noorden van de Southern Rockies. Deze routes staken de Continental Divide over bij de gemakkelijke South Pass, maar moesten daarna wel nog de Westelijke Rockies doorkruisen. De Santa Fe Trail en de Old Spanish Trail trokken ten zuiden van de Southern Rockies, langs Santa Fe.
De eerste transcontinentale spoorweg liep eveneens ten noorden van de Southern Rockies. De Interstate 70 vormt de grootste oost-westverbinding die dwars door de Southern Rockies gaat. Deze autosnelweg kruist de continentale waterscheiding via de Eisenhower Tunnel op een hoogte van 3401 meter. Hiermee is de tunnel het hoogste punt van het Amerikaanse autosnelwegennet. De I-70 vervangt hier de oudere U.S. Route 6 die via de 3655 meter hoge Loveland Pass ging. In het zuiden van de Colorado Rockies steekt U.S. Route 50 de bergen over via de 3448 m hoge Monarch Pass.
De hoogste weg in de Colorado Rockies is US-route 34, de Trail Ridge Road. Deze weg stijgt vanuit Estes Park tot een hoogte van zo'n 3700 meter.

## Bergketens

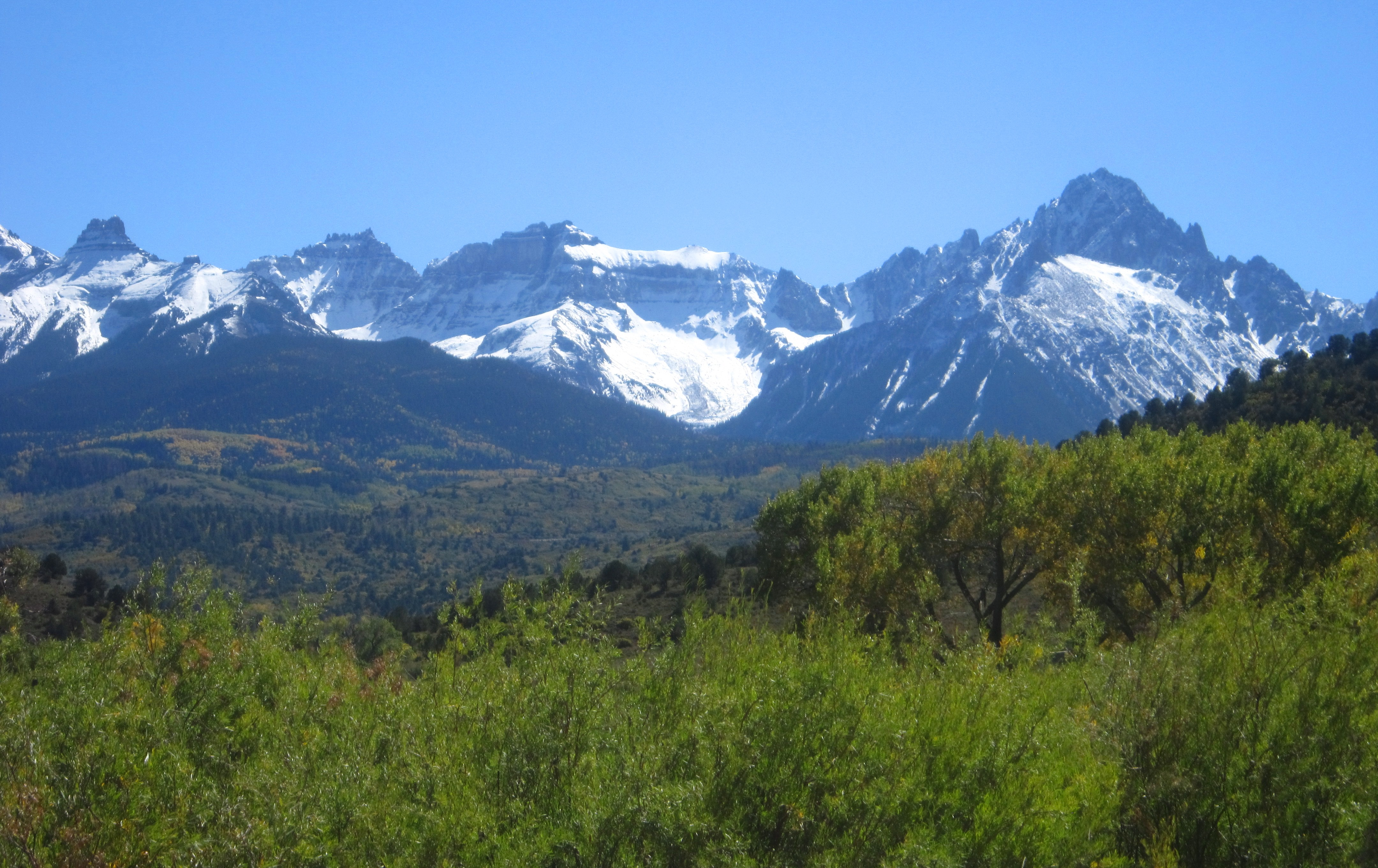
De Sneffels Range maakt deel uit van de San Juan Mountains, in het zuidwesten van de Colorado Rockies

De Sawatch Range bevat de hoogste bergen van de Southern Rocky Mountains. Mount Elbert is met zijn 4401 meter de hoogste berg van de gehele Rocky Mountains. De Front Range vormt de oostelijke rand van de Rockies. Ten oosten ervan liggen de Great Plains. In het zuiden van de Southern Rockies liggen de Sangre de Cristo Mountains en de San Juan Mountains. Een andere gekende bergketen is de Park Range in het noordwesten.
Volgende bergketens worden tot de Southern Rockies gerekend:
- Sawatch Range
- Sangre de Cristo Mountains
- San Juan Mountains
- Mosquito Range
- Front Range
- Elk Mountains
- Gore Range
- Medicine Bow Mountains
- La Sal Mountains
- Flat Tops
- Rabbit Ears Range
- Park Range
- White River Plateau
- Grand Mesa
- Laramie Mountains
- Uncompahgre Plateau
- Ute Mountain
- Raton Mesa